# Rio Mahury
O Mahury é um rio da Guiana Francesa, que desemboca em Dégrad des Cannes.